# بيت عباد (السدة)

تعديل مصدري - تعديل

بيت عباد هي إحدى قرى عزلة الأعماس بمديرية السدة التابعة لمحافظة إب، بلغ تعداد سكانها 622 نسمة حسب تعداد اليمن لعام 2004.